# Epsilon Tauri
Epsilon Tauri (ε Tau, Ain) – jedna z jaśniejszych gwiazd w gwiazdozbiorze Byka, oddalona o około 147 lat świetlnych od Słońca. Należy do gromady otwartej Hiady powstałej 625 ± 50 mln lat temu.

## Nazwa
Nazwa własna gwiazdy, Ain, pochodzi od arab. ‏عين‎ ʿAyn,  „oko” (Byka). Międzynarodowa Unia Astronomiczna w 2015 roku formalnie zatwierdziła użycie nazwy Ain dla określenia tej gwiazdy.

## Właściwości fizyczne
Jest to olbrzym o typie widmowym K0 III, promieniu przekraczającym 13 R☉, ok. 90-krotnie od niego jaśniejszy. Temperatura powierzchniowa tej gwiazdy wynosi 4901 ± 20 K.
Ma ona towarzysza – gwiazdę o jasności wizualnej 11m, odległą o 185″ łuku, jednak na razie nie wiadomo, czy są one ze sobą grawitacyjnie związane. Jeżeli faktycznie gwiazdy te tworzą układ podwójny, oznaczałoby to, że odległość między nimi wynosi co najmniej 8600 au, a okres obiegu wspólnego środka masy – ponad pół miliona lat.
Ze względu na położenie gwiazda ta może być zakrywana przez Księżyc.

## Układ planetarny
W 2007 roku odkryto planetę orbitującą wokół tej gwiazdy. Była to pierwsza planeta odkryta w gromadzie otwartej, ponadto w chwili odkrycia planety Epsilon Tauri była najmasywniejszą znaną gwiazdą, okrążaną przez planetę. Jest to gazowy olbrzym ponad siedmiokrotnie masywniejszy od Jowisza: